# Årjäng
Årjäng er et byområde i Årjängs kommun i Värmlands län i Sverige. I 2010 var indbyggertallet 3.228.